# Райлі Фітцсіммонс
Райлі Фітцсіммонс (27 липня 1996 , Avoca Beachd ) — австралійський веслувальник на каное, срібний призер Олімпійських ігор 2024 року.

## Виступи на Олімпіадах
| Олімпіада           | Дисципліна                     | Місце |
| ------------------- | ------------------------------ | ----- |
| Ріо-де-Жанейро 2016 | байдарки-четвірки, 1000 метрів | 4     |
| Токіо 2020          | байдарки-двійки, 1000 метрів   | 13    |
| Токіо 2020          | байдарки-четвірки, 500 метрів  | 6     |
| Париж 2024          | байдарки-четвірки, 500 метрів  | 2     |

## Зовнішні посилання
- Райлі Фітцсіммонс на сайті International Canoe Federation (англійська)
- Райлі Фітцсіммонс на сайті Olympics.com (англійська)
- Райлі Фітцсіммонс на сайті Olympedia (англійська)
- Райлі Фітцсіммонс на сайті Australian Olympic Committee (англійська)